# Гортинская и Аркадийская митрополия
Горти́нская и Аркади́йская митропо́лия (греч. Μητρόπολη Γορτύνης και Αρκαδίας) — епархия полуавтономной Критской православной церкви в составе Константинопольского патриархата на территории юго-запада нома Ираклион.

## История

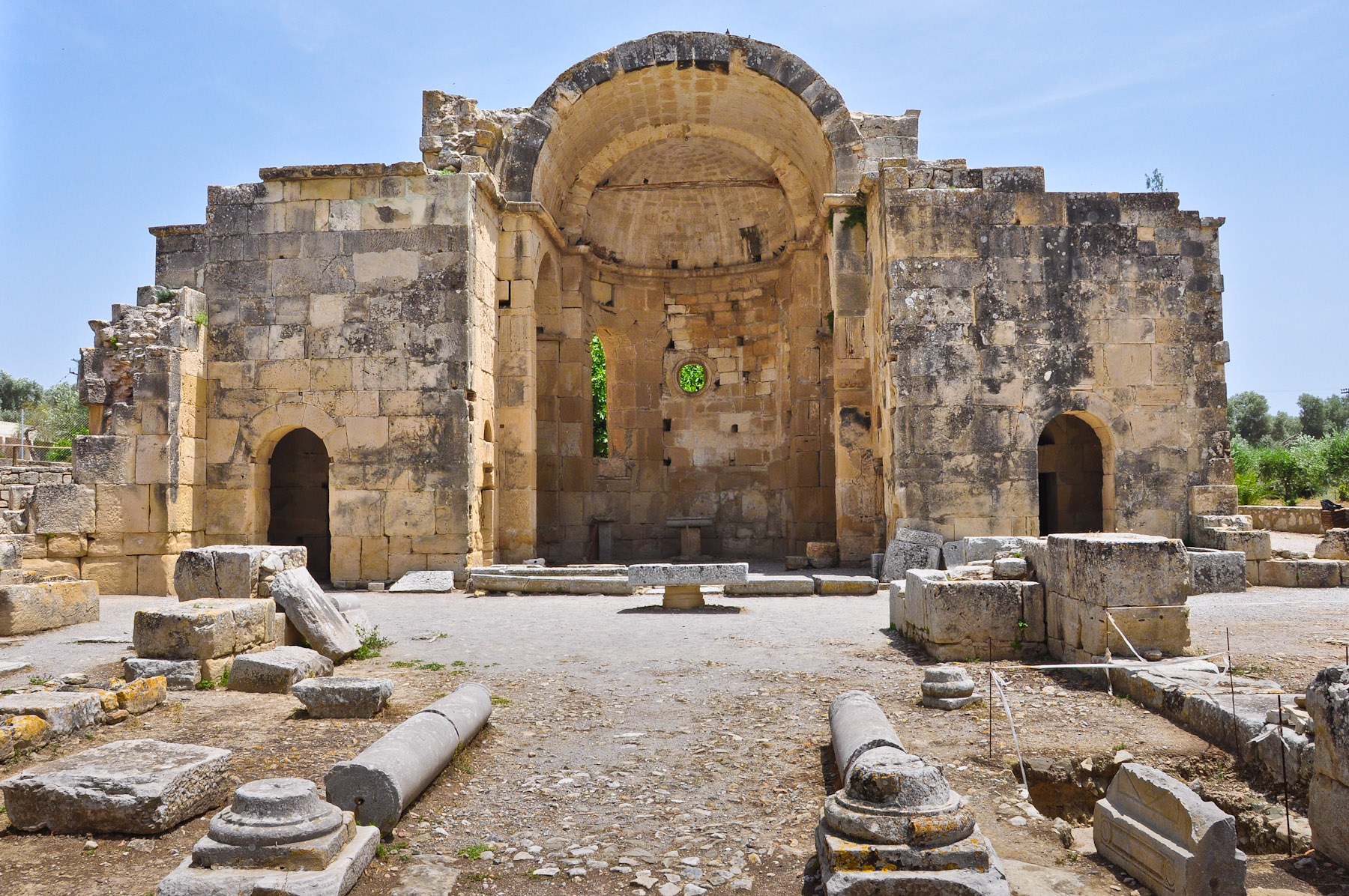
Храм святого апостола Тита в Гортине 7 век

Древняя Гортина была административном центре острова ещё во времена Римской Империи.
Апостол Павел в 63 году поручил своему верному спутнику апостолу Титу продолжить проповедь христианства на Крите, поставив его епископом в Гортине. В свою очередь апостол Тит поставил епископов во всех городах Крита. Ввиду важного положения, а также, как апостольская кафедра Гортинские епископы возглавляли церковные соборы проводимые на Крите.
В правление императора Деция (249—251 гг.) в Гортине пострадали 10 мучеников.
В Византийский период епископами Гортины были святитель Мирон и святитель Евмений.
Согласно решению Первого Вселенского собора епископам Гортины было даровано право первенствующего епископа (архиепископа) на Крите, так сохранялось с 330 по 824 (возможно по 828) гг. Епископы Гортины принимали участие Третьем, Четвёртом, Пятом, Пято-Шестом и Седьмом Вселенских соборах.
Наиболее известным представителем правящих архиереев Гортины является святитель Андрей Критский (8 век), составитель всемирноизвестного гимнографического произведения «Великий покаянный канон».
Вероятно в царствование Юстиниана, в VI веке в Гортине возвели величественную базилику в честь первого епископа и покровителя Крита апостола Тита, которая простояла недолго, подвергнувшись разрушению от землетрясения. Новая базилика святого Тита была воздвигнута в VII веке в трехстах метрах от разрушенной.
Гортина была разрушена в 828 году завоевавшими Крит арабами. От апостола Тита до арабского завоевания Крита и разрушения Гортины известны 27 имен епископов и архиепископов Гортины и всего Крита. С 828 по 961 годы, когда господствовали арабы на Крите, упоминаются ещё два митрополита в Гортине, один из них имел имя Василий. Ввиду полнейшего разрушения Гортины, завоеватели перенесли столицу на север острова в город Кандия (современный Ираклион).
В 961 году святой император Никифор II Фока отвоевал у арабов остров Крит, однако центром архиепископии так и остался город Кандия.
С 16 марта 1961 года епископ Аркадийский Тимофей (Папуцакис) стал титуловаться Гортинским и Аркадийским.
25 сентября 1962 года епархия обрела статус митрополии.

## Епископы
Период от основания епископской кафедры до переноса её в Ираклион
- апостол Тит (55/64 — 105 ?)
- Артема
- Филипп (ок. 160/170 — 180/192)
- Диоскор (?)
- Криск (упом. 256)
- Кирилл (ум. 23 февраля 303 — 1 мая 305)
- Мирон (ум. ок. 350)
- Петр (?)
- Павел I (?)
- Иконий (упом. 431)
- Мартирий (упом. 451)
- Феодор (упом. 553)
- Иоанн I (упом. 597)
- Павел II (упом. 667)
- Евмений I (ум. ок. 668)
- Василий I (упом. 680 — упом. 692)
- Андрей Критский (692/711 — ок. 726/740)
- Илия I (упом. 787)
- Иоанн II
- Стефан I
- Никита I
- Никита II
- Василий II (823—828?)
- Василий III (упом. 879)
- Илия II (между 920—961)

Современный период
- Тимофей (Папуцакис) (16 марта 1961 — 10 марта 1978)
- Кирилл (Киприотакис) (16 февраля 1979 — 24 апреля 2005)
- Макарий (Дулуфакис) (с 26 мая 2005)